# 宇宙皇子
『宇宙皇子』（うつのみこ）は、藤川桂介による日本のライトノベル。カバーと挿絵はいのまたむつみが担当。第3期よりカバー・イラストと口絵のみ担当（以降の本文挿絵は所智一）。カドカワノベルズ・角川文庫（角川書店）より1984年6月から1998年6月まで刊行された。2013年9月時点で累計部数は1000万部を記録している。
実際に日本各地に伝承され信仰されている修験者「役行者」こと役小角の弟子として、架空の人物「宇宙皇子」が、金剛山で葛藤しながら成長していく姿を描く。物語の舞台は飛鳥地方周辺に始まり、現実の西暦600年代半ば（壬申の乱以降）から、数百年間にわたり展開している。なお作中では年代を星暦として表現している。

## あらすじ

### 地上編
星暦667年に始まった天下の動乱、壬申の乱。その戦乱の中で北天の神より生を受けた少年、小子辺は産まれて直に天涯孤独の身となってしまう。修験者・役小角の母、福寿によって育てられた小子辺は自らの生い立ちを知り、宇宙皇子（うつのみこ）の名を与えられて小角の元で修験者の道を歩む。
小角を始めとする先達の修験者達の厳しい指導を受けながら成長していく皇子はやがて天皇のあり方、政治のあり方にも疑問を抱いていく。

### 天上編
天上から咎人として地上界へ流された魂の許婚、なよ竹のかぐや姫との邂逅も束の間、その事が原因で宇宙皇子は朝廷から流罪の刑を受けてしまう。しかし小角は宇宙皇子を朝廷に渡す事を善しとせず、建前上は金剛山からの「追放」と言う形で、宇宙皇子を天界へと送り出す。それは決して物見遊山な旅ではなく、修験者として成長せよという小角の試練であった。
旅の中でかつて心を通わせた大津皇子や川島皇子、佐保媛、なよ竹や小角らと再会し、新たな出会いを得て皇子はさらに大きく飛翔する。

### 妖夢編
天上界の旅を終え、地上界へと帰還した宇宙皇子と仲間達。かつて琉球への旅で永遠の生命を授かった宇宙皇子と各務、元神籍にあったキジムナーに対し、只の人として限られた生を選んだ仲間たちは地上界への帰還と同時に齢八十を越す老人へと姿を変えた。
しかし小角はそんな彼らをも現役の修験者として扱い、既に現世を去り、鬼籍に入った以前の指導者達の後任として宇宙皇子を智童子・軍鬼道士に、苦須里を禅童子、釣を法鬼道士、各務を遊鬼道士・祭鬼道士、多加良を庫裡鬼道士、そしてキジムナーに客鬼道士としての使命を与えた。
宇宙皇子と各務には神仏へ近づくための修行と試練を、キジムナーへは神籍へ復帰するための修行を、他の遊鬼士らには道士として、限られた生命の中で己を尚高めよという、小角からの試練に対しての葛藤が始まる。

## 登場人物
宇宙皇子（小子辺）
茅原の里の農民の子として産まれる。産まれる直前に父・尾戸部を壬申の乱で失い、また産まれて直に母・志楽辺を亡くす。そのため幼少期から福寿によって育てられた。幼名は小子辺（ちいさこべ）。
産まれた時から頭に角を持ち、その事によって迫害を受けるが、福寿の教えもあってそれを乗り越える。角があることを不思議に思って養母・福寿に問い詰めた際、北天の神から命を授かったと言う事実を教えられ、福寿の勧めでそれ以降は宇宙皇子（うつのみこ）を名乗るようになる。
金剛山の小角に師事し、修験者の道を歩む。修行の中で少しずつ霊力にも目覚めていく。
役小角（えんのおづぬ）
金剛山で修行を続ける修験者。彼を慕って集まった修験者や、流民となった農民らを束ねる指導者でもある。宇宙皇子を福寿から引き受け、彼を厳しくも優しく見守りながら修験者として高めていく。
厳しい修行によって強大な霊力を身につけており、大きな災害の折にはその霊力を持って農民の手助けを行う。
苦須里（くすり）
小角の弟子の一人。尾張の出身。両親を豪族に殺され、六歳の頃に小角に拾われる。同世代の鬼の中では最年長で、金剛山に来た宇宙皇子を後輩として扱うが、皇子の求心力に魅せられ、彼を補佐するようになる。
各務（かがみ）
小角の弟子の一人。栢森の飛鳥川で小角に拾われた捨て子。同世代の鬼の中で唯一の女性であり、皇子に恋心を抱くが、そのために修験者としての心と女性としての心の間で葛藤する事になる。
田加良（たから）
小角の弟子の一人。難波の出身。父を海難で失い、行方不明になった母を当てもなく捜している時に福寿に拾われる。直情径行な性格で、少年期の皇子とは度々衝突する。
釣（つり）
小角の弟子の一人。美濃の出身。父親が防人として出て行き、それが元で家族が離散した後、金剛山の鬼に拾われる。温厚な性格で、田加良を初めとした他の鬼と宇宙皇子との衝突を度々諌める側に回る。
福寿
小角の母で、宇宙皇子の育ての親。また小角と共に修行する修験者でもある。普段は葛城山に作られた鬼の庵で付近の住民の訴えをただ黙って聞き留め、鬼の手助けが必要であれば金剛山の鬼へ伝える。
大津皇子
天武天皇と大田皇女との間に産まれた皇子。政治の中枢にありながら宇宙皇子に興味を抱き、彼の様々な疑問に答え、その成長の手助けとなった。
川島皇子
天智天皇と色夫古娘との間に産まれた皇子。大津皇子の従兄弟にあたり、また親友でもある。
行心
金剛山を疎ましく思う宮廷から送り込まれた間者。新羅に縁のある人物で、後に金剛山を去り、大津皇子が謀反の濡れ衣を着せられる一因となる。そのため、宇宙皇子からは激しく憎悪され、作中では少年期の皇子と死闘を演じる。
韓国広足
小角の弟子の一人。未熟な少年期の宇宙皇子に仙術を教えようとし、そのために小角に叱責され、大峰山へ遠ざけられる。その事を恨みに思い、大峰山を下り、朝廷へ小角を讒訴した。赤鬼・白鬼・青鬼の三人の鬼を従え度々金剛山・宇宙皇子へ敵対するが、一時の激情に駆られ袂を別ったとは言え、小角を尊敬し、宇宙皇子へ期待を寄せるという姿勢は貫く。
キジムナー
小角の計らいで皇子が各務と共に琉球へ旅した際に出会った妖魔。元々は神籍にあったが、堕落し皇子と出会った頃には魔性にまで身を落としている。
赤童（アカングワーワラビー）の呼び名の通り、身の丈一寸に赤銅の肌、子供の様な姿をしている。作中では本来コロポックルとして蝦夷地に居た精霊の一種だったのではないかと言う設定。
なよ竹
宇宙皇子の魂の許婚。地上編で地上界より天上界へ転生し、その際地上界での記憶全てを失う。そのため、生身のまま天界を旅する宇宙皇子とは互いに想いがすれ違い、苦悩する事になる。
羅睺羅阿修羅王
天上界へ入った宇宙皇子一行が初めて出会った神籍にある者。天上界の底とも言うべき下天の海に住まう。かつては忉利天に住んでいたが、娘・舎脂を帝釈天に犯されたため、帝釈天へ挑んで破れ、下天へ落とされた。
帝釈天
忉利天を治める三十三天王の長。直情径行な性格であり、婚姻を結ぶ予定であった舎脂を激情のままに犯したことから羅睺羅阿修羅王と争う事になる。
四天王
天上界への入り口を守護する増長天・広目天・多聞天・持国天。

## 用語
金剛山
実在の金剛山についてはリンク先を参照。
作中では、役小角が道場を開き、各地から集まった修験者達が共同で生活をしつつ、修験者としての修行を続ける修行場となっている。後述するように彼らは「鬼」と呼ばれ、厳しい修行によって卓越した技術・体術を持つ。作中での日本全国の修験者達の中心とも言うべき存在であり、朝廷によってたびたび討伐の対象になることもある。
葛城山
宇宙皇子が幼少期を過ごした山であり、小角が初めて修験者の道に入った聖域でもある。元々は少数の修験者が住んでいただけであったが、作中では宇宙皇子の発案もあり、「もう一つの金剛山」として禅童子と韓国広足、鬼の一部らが移り住み、禅童子の指導の下金剛山と同じように鬼達の修行場となっている。
鬼
金剛山や大峰山に役小角を慕って集まった修験者達、また宇宙皇子作中では、それ以外の日本各地に散在する霊山で修行する修験者達を「鬼」と呼ぶ。中には流民として流れるうちに辿り着いた者、宇宙皇子やその仲間の様に、幼少で両親を亡くし、小角や他の鬼によって拾われ、否応無しに鬼として育った者達も居る。
金剛山の鬼は小角を中心として禅童子・智童子という腹心の補佐、その下に金剛山を守護する軍鬼、鬼達の食料を司る庫裏鬼、祭事を司る祭鬼、朝鮮半島や中国大陸から流れてきた者を纏めた客鬼、鬼達に小角の教えや飛鳥の法律を教える法鬼と言った様に社会構造を構築しており、各鬼は道士＞鬼士＞通常の鬼と段階分けされている。
後に小角直属の遊撃部隊として禅童子の指揮下にあって個々の判断で動く「遊鬼」が作られ、宇宙皇子とその仲間がこれに任命された。作者が意図したかどうかは不明だが、この「遊鬼」は後に道士・鬼士といった後進の指導者になる、一種の幹部候補生の様な存在になっている。

## 既刊一覧

### 小説

#### 地上編（既刊一覧）
新書版
- 藤川桂介（著） / いのまたむつみ（イラスト） 『宇宙皇子 地上編』 角川書店〈カドカワノベルズ〉、全10巻
  1. 「はるかに遠き都よ」1984年6月15日発売[5]、ISBN 4-04-777201-1
  2. 「明日香風よ挽歌を」1984年8月17日発売[6]、ISBN 4-04-777202-X
  3. 「妖かしの道地獄道」1984年10月18日発売[7]、ISBN 4-04-777203-8
  4. 「西海道隠び流し」1985年2月18日発売[8]、ISBN 4-04-777204-6
  5. 「名もなき花々の散華」1985年4月11日発売[9]、ISBN 4-04-777205-4
  6. 「一会に賭けた日々」1985年5月17日発売[10]、ISBN 4-04-777206-2
  7. 「まほろばに熱き轍を」1985年7月18日発売[11]、ISBN 4-04-777207-0
  8. 「愛しき太陽に死す」1985年9月18日発売[12]、ISBN 4-04-777208-9
  9. 「さらば夢狩人たち」1985年10月18日発売[13]、ISBN 4-04-777209-7
  10. 「愛、はてしなき飛翔」1985年11月15日発売[14]、ISBN 4-04-777210-0

文庫版
- 藤川桂介（著） / いのまたむつみ（イラスト） 『宇宙皇子 地上編』 角川書店〈角川文庫〉、全10巻
  1. 「はるかに遠き都よ」1986年9月25日初版発行、ISBN 4-04-165305-3
  2. 「明日香風よ挽歌を」1986年10月10日初版発行、ISBN 4-04-165306-1
  3. 「妖かしの道地獄道」1986年10月25日初版発行、ISBN 4-04-165307-X
  4. 「西海道隠び流し」1987年3月25日初版発行、ISBN 4-04-165308-8
  5. 「名もなき花々の散華」1987年8月10日初版発行、ISBN 4-04-165309-6
  6. 「一会に賭けた日々」1987年11月10日初版発行、ISBN 4-04-165310-X
  7. 「まほろばに熱き轍を」1988年2月10日初版発行、ISBN 4-04-165311-8
  8. 「愛しき太陽に死す」1988年6月10日初版発行、ISBN 4-04-165312-6
  9. 「さらば夢狩人たち」1988年6月10日初版発行、ISBN 4-04-165313-4
  10. 「愛、はてしなき飛翔」1988年7月25日初版発行、ISBN 4-04-165314-2

新装版
- 藤川桂介（著） / 若菜等（イラスト） 『宇宙皇子 地上編』 出版ワークス、全10巻
  1. 「はるかに遠き都よ」2013年9月10日発売[15]、ISBN 978-4-309-91121-2
  2. 「明日香風よ挽歌を」2013年11月12日発売[16]、ISBN 978-4-309-91122-9
  3. 「妖かしの道地獄道」2014年1月15日発売[17]、ISBN 978-4-309-91123-6
  4. 「西海道隠び流し」2014年3月12日発売[18]、ISBN 978-4-309-91124-3
  5. 「名もなき花々の散華」2014年4月9日発売[19]、ISBN 978-4-309-91125-0
  6. 「一会に賭けた日々」2014年5月13日発売[20]、ISBN 978-4-309-91126-7
  7. 「まほろばに熱き轍を」2014年6月12日発売[21]、ISBN 978-4-309-91127-4
  8. 「愛しき太陽に死す」2014年7月10日発売[22]、ISBN 978-4-309-91128-1
  9. 「さらば夢狩人たち」2014年8月10日発売[23]、ISBN 978-4-309-91129-8
  10. 「愛、はてしなき飛翔」2014年9月10日発売[24]、ISBN 978-4-309-91130-4

#### 天上編（既刊一覧）
新書版
- 藤川桂介（著） / いのまたむつみ（イラスト） 『宇宙皇子 天上編』 角川書店〈カドカワノベルズ〉、全10巻
  1. 「天界の異邦人」1986年6月18日発売[25]、ISBN 4-04-777211-9
  2. 「戯女市の女」1986年7月17日発売[26]、ISBN 4-04-777212-7
  3. 「天の補陀落恋渡海」1986年11月17日発売[27]、ISBN 4-04-777213-5
  4. 「荒魂怨歌抄」1987年3月16日発売[28]、ISBN 4-04-777214-3
  5. 「天界千年戦 陰之巻」1987年8月12日発売[29]、ISBN 4-04-777215-1
  6. 「天界千年戦 陽之巻」1987年10月17日発売[30]、ISBN 4-04-777216-X
  7. 「めぐり逢い、輪舞」1988年3月15日発売[31]、ISBN 4-04-777217-8
  8. 「落葉帰根の詩」1988年5月18日発売[32]、ISBN 4-04-777218-6
  9. 「さらば、いとしの客人」1988年6月17日発売[33]、ISBN 4-04-777219-4
  10. 「珍御子よ」1988年9月14日発売[34]、ISBN 4-04-777220-8

文庫版
- 藤川桂介（著） / いのまたむつみ（イラスト） 『宇宙皇子 天上編』 角川書店〈角川文庫〉、全10巻
  1. 「天界の異邦人」1988年7月26日発売[35]、ISBN 4-04-165321-5
  2. 「戯女市の女」1988年10月7日発売[36]、ISBN 4-04-165322-3
  3. 「天の補陀落恋渡海」1988年10月6日発売[37]、ISBN 4-04-165323-1
  4. 「荒魂怨歌抄」1988年10月24日発売[38]、ISBN 4-04-165324-X
  5. 「天界千年戦 陰之巻」1988年10月24日発売[39]、ISBN 4-04-165325-8
  6. 「天界千年戦 陽之巻」1988年11月24日発売[40]、ISBN 4-04-165326-6
  7. 「めぐり逢い、輪舞」1988年12月16日発売[41]、ISBN 4-04-165327-4
  8. 「落葉帰根の詩」1988年12月16日発売[42]、ISBN 4-04-165328-2
  9. 「さらば、いとしの客人」1989年1月25日発売[43]、ISBN 4-04-165329-0
  10. 「珍御子よ」1989年1月25日発売[44]、ISBN 4-04-165330-4

#### 妖夢編（既刊一覧）
新書版
- 藤川桂介（著） / いのまたむつみ（イラスト） 『宇宙皇子 妖夢編』 角川書店〈カドカワノベルズ〉、全10巻
  1. 「時よ、ゆるやかに」1989年3月27日発売[45]、ISBN 4-04-777221-6
  2. 「忍ぶ草を結んで」1989年10月13日発売[46]、ISBN 4-04-777222-4
  3. 「魅せられて、一人」1989年11月21日発売[47]、ISBN 4-04-777223-2
  4. 「月の兵士日の兵士」1990年6月20日発売[48]、ISBN 4-04-777224-0
  5. 「魔王の浮橋」1990年9月20日発売[49]、ISBN 4-04-777225-9
  6. 「皇子よ、怒りの一撃を」1991年2月18日発売[50]、ISBN 4-04-777226-7
  7. 「金剛山が空になった日」1991年7月24日発売[51]、ISBN 4-04-777227-5
  8. 「祗園精舎の鐘が聞える」1991年10月24日発売[52]、ISBN 4-04-777228-3
  9. 「未生の月」1992年4月24日発売[53]、ISBN 4-04-777229-1
  10. 「かぎりなく狭き道を」1992年7月24日発売[54]、ISBN 4-04-777230-5

文庫版
- 藤川桂介（著） / いのまたむつみ（イラスト） 『宇宙皇子 妖夢編』 角川書店〈角川文庫〉、全10巻
  1. 「時よ、ゆるやかに」1993年1月8日発売[55]、ISBN 4-04-165355-X
  2. 「忍ぶ草を結んで」1993年3月24日発売[56]、ISBN 4-04-165356-8
  3. 「魅せられて、一人」1993年6月2日発売[57]、ISBN 4-04-165357-6
  4. 「月の兵士日の兵士」1993年8月6日発売[58]、ISBN 4-04-165358-4
  5. 「魔王の浮橋」1994年1月7日発売[59]、ISBN 4-04-165359-2
  6. 「皇子よ、怒りの一撃を」1994年2月8日発売[60]、ISBN 4-04-165360-6
  7. 「金剛山が空になった日」1994年7月22日発売[61]、ISBN 4-04-165361-4
  8. 「祗園精舎の鐘が聞える」1994年9月20日発売[62]、ISBN 4-04-165362-2
  9. 「未生の月」1995年1月5日発売[63]、ISBN 4-04-165363-0
  10. 「かぎりなく狭き道を」1995年7月28日発売[64]、ISBN 4-04-165364-9

#### 煉獄編
- 藤川桂介（著） / いのまたむつみ（イラスト） 『宇宙皇子 煉獄編』 角川書店〈カドカワノベルズ〉、全10巻
  1. 「北天に篝火もなくて」1992年10月28日発売[65]、ISBN 4-04-777231-3
  2. 「各務よ、なぜ罪を背負って」1993年3月25日発売[66]、ISBN 4-04-777232-1
  3. 「許されざるもの」1993年7月23日発売[67]、ISBN 4-04-777233-X
  4. 「愛、燃えてうたかた」1994年3月25日発売[68]、ISBN 4-04-777234-8
  5. 「闇の帝王、お前はー！」1994年5月25日発売[69]、ISBN 4-04-777235-6
  6. 「郭公よ、夢を歌いつづけて」1994年8月25日発売[70]、ISBN 4-04-777236-4
  7. 「幻影宮炎上」1994年10月28日発売[71]、ISBN 4-04-777237-2
  8. 「小角、皇子を見捨てる」1995年4月24日発売[72]、ISBN 4-04-777238-0
  9. 「皇子よ、飛ぶ前に屈め」1995年6月23日発売[73]、ISBN 4-04-777239-9
  10. 「さらば愛しき明日香よ」1995年10月25日発売[74]、ISBN 4-04-777240-2

#### 黎明編
- 藤川桂介（著） / いのまたむつみ（イラスト） 『宇宙皇子 黎明編』 角川書店〈角川文庫〉、全8巻
  1. 「蝦夷、熱く燃えて」1996年4月18日発売[75]、ISBN 4-04-165365-7
  2. 「言霊、急急如律令」1996年9月20日発売[76]、ISBN 4-04-165366-5
  3. 「魔王の異次元城」1997年1月23日発売[77]、ISBN 4-04-165367-3
  4. 「戦詩、月の霊山」1997年5月22日発売[78]、ISBN 4-04-165368-1
  5. 「流民王国の刺客」1997年11月22日発売[79]、ISBN 4-04-165369-X
  6. 「われ、地の星となりて」1998年2月20日発売[80]、ISBN 4-04-165370-3
  7. 「千年の夢、万年の愛」1998年4月23日発売[81]、ISBN 4-04-165371-1
  8. 「熱い思いを夜空に」1998年6月23日発売[82]、ISBN 4-04-165372-X

#### 拾異伝
- 藤川桂介（著） / いのまたむつみ（イラスト） 『宇宙皇子 拾異伝』 角川書店〈角川文庫〉、全4巻
  1. 「影兵士「風」」1989年8月4日発売[83]、ISBN 4-04-165331-2
  2. 「天翔鬼小子辺」1990年9月3日発売[84]、ISBN 4-04-165332-0
  3. 「小角よ楊貴妃を」1991年10月8日発売[85]、ISBN 4-04-165333-9
  4. 「もう一人の各務」1993年4月23日発売[86]、ISBN 4-04-165334-7

### 画集
- 『宇宙皇子 いのまたむつみ画集』1987年9月10日発売[87]、ISBN 4-04-852063-6
- 『宇宙皇子2 いのまたむつみ画集』1987年9月10日発売[88]、ISBN 4-04-852366-X

## アニメ版
テレビ東京の開局25周年を記念した劇場アニメとして、1989年3月11日に『宇宙皇子（地上編）』（『ファイブスター物語』と併映）が、1990年9月22日に『天上編 宇宙皇子』が、それぞれ上映された。なお、後者は1990年から1992年にかけ、全13巻のOVAとして制作された作品のダイジェスト版である。

### 劇場版

#### スタッフ
第1作
- 企画 - 田宮武
- 製作 - 角川春樹
- 監督 - 吉田憲二
- 脚本 - 富田祐弘、寺田憲史、武上純希
- キャラクターデザイン - いのまたむつみ
- 総作画監督 - 井口忠一
- 作画監督 - 大川弘義、及川博史、齊藤格
- アニメーション監督 - 黒川文男
- 美術 - 川本征平
- 音楽 - 河野土洋
- 音楽プロデューサー - 石川光
- プロデューサー - 筧容徳、佐藤昭司、中島順三
- 製作協力 - 日本アニメーション、角川春樹事務所、テレビ東京

第2作
- 企画 - 田宮武、鵜之沢伸、倉益琢眞
- 製作 - 角川春樹、山科誠、国保徳丸
- 監督 - 今沢哲男
- 脚本 - 富田祐弘、武上純希
- 作画監督 - 山崎展義
- 美術 - 松本健治
- 音楽 - 川崎真弘
- スクリプター - いのまたむつみ、東映動画
- プロデューサー - 横山賢二、小湊洋市、高野顕、飯島佐知子、岡哲男

#### 主題歌
オープニングテーマ
「夢狩人（ゆめかりうど）」（劇場版第一作）
作詞 - 藤川桂介 / 作曲 - ダ・カーポ
「未来への神話」（劇場版第二作、OVA）
作詞 - 荒木とよひさ / 作曲 - 都志見隆 / 編曲 - 山川恵津子 / 歌 - 浜田良美
エンディングテーマ
「かぎりなき愛を」（劇場版第一作）
作詞 - 藤川桂介 / 作曲 - ダ・カーポ
「蒼い瞳の中に」（劇場版第二作、OVA）
作詞 - 荒木とよひさ / 作曲 - 都志見隆 / 編曲 - 山川恵津子 / 歌 - 浜田良美

#### キャスト
第1作
- 宇宙皇子：古谷徹
- 各務：山田栄子
- 魚養：池田秀一
- 苦須里：木下浩之
- 田加良：羽村京子
- 釣：山寺宏一
- なよ竹のかぐや姫：島本須美
- 多々良女：日髙のり子
- キジムナー：坂本千夏
- 役小角：池田勝
- 韓国広足：磯部勉
- 宇宙皇子（6歳）：佐久間レイ
- 藤原不比等：石田弦太郎
- 法鬼士：藤本譲
- 法鬼導士：加藤精三
- ナレーション：金内吉男

第2作
- 宇宙皇子：古谷徹
- 各務：山田栄子
- 苦須里：田中秀幸
- 田加良：堀川亮
- 釣：塩屋翼
- なよ竹のかぐや姫：冨永みーな
- キジムナー：三田ゆう子
- 役小角：柴田秀勝
- 阿修羅王：岸野一彦
- 帝釈天：銀河万丈

### OVA
主題歌については、劇場版の#主題歌を参照。 

#### タイトル
| 話数     | タイトル             | 発売日         |
| -------- | -------------------- | -------------- |
| 天上編1  | 皇子よ! 今こそ旅立て | 1990年10月24日 |
| 天上編2  | 無残! 阿修羅王       | 1990年11月21日 |
| 天上編3  | 再会! 戯女市の女     | 1990年12月15日 |
| 天上編4  | 星狩場の聖神伝説     | 1991年1月23日  |
| 天上編5  | 天をゆさぶれ! 愛の絆 | 1991年2月20日  |
| 天上編6  | 執念の神狩り         | 1991年3月20日  |
| 天上編7  | 哀れ! 天人五衰       | 1991年6月26日  |
| 天上編8  | 花の森幻惑           | 1991年7月24日  |
| 天上編9  | 補陀落恋渡海         | 1991年8月21日  |
| 天上編10 | 日輪に焼身浄化       | 1991年10月23日 |
| 天上編11 | めぐり逢い輪舞       | 1991年12月18日 |
| 天上編12 | 落葉帰根             | 1992年1月22日  |
| 天上編13 | 珍皇子よ試練を越えて | 1992年2月29日  |

#### キャスト (OVA)
- 宇宙皇子：古谷徹
- 各務：山田栄子
- 苦須里：田中秀幸
- 釣：塩屋翼
- キジムナー：三田ゆう子
- なよ竹：冨永みーな
- 川島皇子：森功至
- 帝釈天：銀河万丈
- 役小角、ナレーション：柴田秀勝

## カセットブック版
1988年から1992年にかけて、カドカワカセットブックとして全10巻が発売された。

### タイトル（カセットブック）
1. はるかに遠き都よ
2. 明日香風よ挽歌を
3. 妖かしの道 地獄道
4. 西海道穏び（のび）流し
5. 名もなき花々の散華
6. 一会に賭けた日々
7. まほろばに熱き轍を
8. 愛しき太陽（てだ）に死す
9. さらば夢狩人（かりゅうど）たち
10. 愛、果てしなき飛翔

### キャスト（カセットブック）
- 宇宙皇子：浪川大輔（第1巻）→古谷徹（第2巻 - ）
- 苦須里：菊池英博（第1巻）→広中雅志（第2巻 - ）
- 釣：杉元直樹（第1巻）→川津泰彦（第2巻 - ）
- 各務：藤枝成子（第1巻）→鈴木砂織（第2巻 - 第5巻）→山田栄子（第6巻 - ）
- 田加良：合野琢真（第1巻）→高戸靖広（第2巻 - 第4巻）→林延年（第5巻）→太田真一郎（第6巻 - ）
- 佐保媛：潘恵子
- 行心：森功至
- 魚養：堀秀行
- 法鬼道士：郷里大輔
- 尾戸部：平野正人
- 志楽辺：小口久仁子
- 川島皇子：草尾毅
- 大津皇子：田中亮一
- 高市皇子：池水通洋
- 忍壁皇子：塩屋浩三
- 葛野王：安崎求
- 長屋王：掛川裕彦
- 葛城王：田中秀幸
- 小角：阪脩
- 福寿：中西妙子
- 茜：皆口裕子
- 今宿儺：岸野幸正
- 霧海：田中康郎
- 山背部馬手：堀之紀
- 香屋臣仲彦：平野正人
- 幸隆：佐藤浩之
- 鉾人：緑川光
- 田中赤万呂：岸野幸正
- 毛足：坂口哲夫
- 風：遠藤武
- 鳥：中尾みち雄
- 柿本人麻呂：坂口哲夫
- 韓国広足：遠藤武
- キジムナー：三田ゆう子
- キムマンモム：塩屋浩三
- 間得大君：梨羽由記子
- なよ竹：冨永みーな
- 藤原不比等：矢田耕司
- 藤原麻呂：風間信彦
- 天武帝：宮内幸平
- 文武帝：林延年
- ナレーター：家弓家正
- プロローグ：藤川桂介